# Curtonotum hendelianum
Curtonotum hendelianum är en tvåvingeart som först beskrevs av Günther Enderlein 1917.  Curtonotum hendelianum ingår i släktet Curtonotum och familjen Curtonotidae.
Artens utbredningsområde är Surinam. Inga underarter finns listade i Catalogue of Life.